# 亜画々屋ペらも
亜画々屋ペらも（あががやぺらも）は、日本の男性漫画家。
現在、講談社のgood!アフタヌーンでヴァルガビンゴを連載している。

## 連載
ヴァルガビンゴ、『good!アフタヌーン』（講談社）にて、2016年8号から2018年1号まで連載された作品、単行本全3巻(3巻目は電子版のみ)。 

## 単行本
- ヴァルガビンゴ1/講談社/2017年2月
- ヴァルガビンゴ2/講談社/2017年5月1日
- ヴァルガビンゴ3(電子版)/講談社/2018年2月7日

## 師匠
ふくしま政美